# Krymtepłycia Mołodiżne
Krymtepłycia Mołodiżne (ukr. Футбольний клуб «Кримтеплиця» Молодіжне, Futbolnyj Kłub "Krymtepłycia" Mołodiżne; ros. «Крымтеплица» Молодёжное, krym. Krımteplitsa) – ukraiński klub piłkarski z siedzibą w Mołodiżne w rejonie symferopolskim w Republice Autonomicznej Krymu. Założony w roku 1999.
Występował do 2013 roku w rozgrywkach ukraińskiej Pierwszej Lihi. 

## Historia
Chronologia nazw:
- 1999–...: Krymtepłycia Mołodiżne (ukr. «Кримтеплиця» Молодіжне)

W 1999 roku dyrektor generalny Rolniczej Spółki z o.o. "Krymtepłycia" (ukr. СТОВ "Кримтеплиця") Ołeksandr Wasyljew, wielki fan piłki nożnej, zdecydował założyć klub piłkarski, który reprezentowałby nie tylko przedsiębiorstwo ale i byłby wizytówką podmiejskich miejscowości Agrarne i Mołodiżne.
Tak powstał klub Krymtepłycia Mołodiżne. W latach 2000 i 2001 klub został 2-krotnym Mistrzem Ukrainy spośród zespołów wiejskich, a w 2001 roku - brązowym medalistą Mistrzostw Krymu. Już w 2002 roku klub został Mistrzem Krymu. Klub wtedy miał status amatorski! 
W 2003 roku Krymtepłycia Mołodiżne zgłasza się do rozgrywek w Drugiej Lidze. Trenerem zostaje Ołeh Łutkow. Wyniki debiutu: 3 miejsce w sezonie 2003/04. W następnym sezonie 2004/05 klub pobił nowy rekord – 34 (!) mecze bez porażek i awansował do Pierwszej Lihi, w której występuje od sezonu 2005/06. Dwóch piłkarzy (Roman Wojnarowski i Anton Monachow) w składzie studenckiej reprezentacji Ukrainy w piłce nożnej zostało zwycięzcami światowej Uniwersjady w Tajlandii w 2007 roku. Za takie zasługi nagrodzono tytułami Mistrz Sportu Klasy Międzynarodowej.
Po zakończeniu sezonu 2012/13 klub postanowił zrezygnować z występów w Pierwszej Lidze i skierować działalność klubu na wychowanie młodych piłkarzy

## Sukcesy
- 4 miejsce w Pierwszej Lidze (1 x):

2006/07
- 1/8 finału Pucharu Ukrainy (2 x):

2007, 2010

## Trenerzy
- 1999-lato 2003:  Ołeksandr Szudrik
- lato 2003-lato 2005:  Ołeh Łutkow
- lato 2005-jesień 2005:  Anwar Sułejmanow p.o.
- jesień 2005-12.2005:  Wiaczesław Komarow
- 01.2006-09.2006:  Ołeh Fedorczuk
- 09.2006-12.2007:  Ołeksandr Hajdasz
- 12.2007-06.2008:  Mychajło Duneć
- 07.2008-07.2009:  Mychajło Saczko
- 07.2009-10.2009:  Hennadij Morozow
- 10.2009-03.2011:  Ołeksandr Sewidow
- 04.2011-05.2012:  Mykoła Fedorko
- 06.2012-12.2012:  Serhij Szewcow
- 01.2013-...:  Mychajło Saczko